# Matt Eaton
Matt Eaton (* 3. Januar 1961 in Guildford, Surrey) ist ein ehemaliger US-amerikanischer Radrennfahrer und nationaler Meister im Radsport.

## Sportliche Laufbahn
Eaton gewann 1984 die nationale Meisterschaft im Straßenrennen der Amateure vor Thomas Prehn. Er war bereits als Junior ein erfolgreicher Straßenradsportler. 1981 startete er zum ersten Mal für die Nationalmannschaft der USA, er gewann eine Etappe der Guatemala-Rundfahrt. Es folgten Einsätze bei Landesrundfahrten in Schweden und Großbritannien, 1984 fuhr er die Tour de l’Avenir, beendete das Rennen jedoch nicht. 1983 wurde er Sieger des britischen Milk Race, das er vor Stefan Brykt gewann.
Im August 1984 wurde er Berufsfahrer. Als Profi gewann er die traditionsreiche Tour of Somerville und die Tour de Moore 1985. 1989 wurde er Zweiter der Kanada-Rundfahrt hinter Scott Moninger. In der Vuelta a España 1987 schied er aus. 1990 siegte er erneut in der Tour of Somerville. Eaton war mit wenigen Ausnahmen immer für Radsportteams aus den USA aktiv, 1987 bis 1989 hatte er einen Vertrag mit Teams aus Belgien. Zum Ende der Saison 1992 beendete er seine Laufbahn.